# Episodi di Ben 10 (prima stagione)
La prima stagione di Ben 10, composta da 13 episodi, è stata trasmessa negli Stati Uniti d'America dal 27 dicembre 2005 al 25 marzo 2006. Gli alieni all'interno dell'Omnitrix di questa stagione sono 10: Bestiale, 2x2, Materia Grigia, XLR8, Plusultra, Diamante, Mastica, Pungiglione, Pelle d'Oca e Inferno.
| nº | Titolo originale       | Titolo italiano      | Prima TV USA     |
| -- | ---------------------- | -------------------- | ---------------- |
| 1  | And Then There Were 10 | SuperBen             | 27 dicembre 2005 |
| 2  | Washington B.C.        | Il Dr Animus         | 13 gennaio 2006  |
| 3  | The Krakken            | Il mostro del lago   | 14 gennaio 2006  |
| 4  | Permanent Retirement   | Terrore dallo spazio | 21 gennaio 2006  |
| 5  | Hunted                 | Il guerriero         | 28 gennaio 2006  |
| 6  | Tourist Trap           | Trappola per turisti | 4 febbraio 2006  |
| 7  | Kevin 11               | Lo strano Kevin      | 11 febbraio 2006 |
| 8  | The Alliance           | L'alleanza           | 18 febbraio 2006 |
| 9  | Last Laugh             | L'ultima risata      | 25 febbraio 2006 |
| 10 | Lucky Girl             | Fortuna Miao         | 4 marzo 2006     |
| 11 | A Small Problem        | Caccia all'alieno    | 11 marzo 2006    |
| 12 | Side Effects           | Effetti collaterali  | 18 marzo 2006    |
| 13 | Secrets                | Segreti              | 25 marzo 2006    |

## SuperBen
- Titolo originale: And Then There Were 10
- Diretto da: Scooter Tidwell
- Scritto da: Thomas Pugsley

### Trama
In prossimità della Terra, una battaglia infuria tra due astronavi. Chiaramente dominata, la più piccola delle due spara un laser al ponte di quella più grande, lanciando poi una capsula sulla Terra approfittando della confusione. L'esplosione del ponte causa quasi la morte del comandante dell'astronave più grande, Vilgax, tuttavia l'astronave più piccola sembra essere completamente distrutta. Sulla Terra, il giovane di dieci anni Ben Tennyson inizia la sua vacanza estiva attraverso gli Stati Uniti con sua cugina, Gwen, e suo nonno, Max. Alla loro prima fermata, Ben trova la capsula entrata in collisione con la Terra. Dentro di essa c'è l'Omnitrix. Quando riesce a raggiungerlo e a toccarlo, l'orologio aderisce al polso di Ben e si rifiuta di venire via. Ben scopre accidentalmente che quest'ultimo può trasformarlo in varie creature aliene e impara velocemente a usarlo. Rendendosi conto che grazie all'orologio potrebbe diventare un supereroe, Ben lo usa per distruggere le creature robotiche che Vilgax manda per recuperarlo.
- Debutto degli alieni dell'Omnitrix: Inferno, Bestiale, Diamante e XLR8.

## Il Dr Animus
- Titolo originale: Washington B.C.
- Diretto da: Alex Soto
- Scritto da: Thomas Pugsley e Greg Klein

### Trama
Durante un viaggio a Washington, Ben affronta il Dr. Animus, uno scienziato malvagio e crudele che usa una macchina di sua invenzione, il Transmodulatore, per mutare mostruosamente animali vivi e anche ridare vita a quelli morti. Durante la lotta, Ben impara inoltre una lezione su cosa significhi veramente essere un eroe.
- Debutto degli alieni dell'Omnitrix: Materia Grigia, 2x2 e Pungiglione.

## Il mostro del lago
- Titolo originale: The Krakken
- Diretto da: Scooter Tidwell
- Scritto da: Joe Kelly e Steven T. Seagle

### Trama
Ben incontra un mostro marino chiamato Krakken e un pescatore, il Capitano Shaw, ossessionato dal volerlo catturare. Ben scopre presto che la creatura è furiosa perché Jonah Melville, un cosiddetto amante degli animali, sta rubando le uova della creatura. Trasformato in Mastica, Ben recupera le uova, le restituisce al suo legittimo proprietario e sconfigge Melville, ma una scena dopo mostra il Krakken nell'intento di accudire le uova appena recuperate nel suo nido.
- Debutto degli alieni dell'Omnitrix: Mastica.

## Terrore dallo spazio
- Titolo originale: Permanent Retirement
- Diretto da: Scooter Tidwell
- Scritto da: Marsha Griffin

### Trama
I Tennyson arrivano in una casa di riposo per visitare la Zia Vera, la sorella di Max, ma i malvagi mutaforma alieni, chiamati Limax, stanno rapendo e sostituendo gli anziani residenti per divorarli successivamente.
- Debutto degli alieni dell'Omnitrix: Plusultra e Pelle d'Oca.

## Il guerriero
- Titolo originale: Hunted
- Diretto da: Scooter Tidwell
- Scritto da: Adam Beechen

### Trama
Vilgax, essendo in guarigione dopo il suo tentativo di prendere l'Omnitrix, assume tre cacciatori di taglie per ritrovarlo: un granchio robotico di nome Kraab, un assassino di nome Sixsix ed un guerriero di nome Tetrax Shard. Quando i cacciatori giungono a Ben, il ragazzo deve affrontarli ed imparare che non si può fare affidamento solo sui muscoli, così, grazie anche a Tetrax che si è rivelato buono, riesce a sconfiggere i mercenari con Materia Grigia.

## Trappola per turisti
- Titolo originale: Tourist Trap
- Diretto da: Scooter Tidwell
- Scritto da: Joe Kelly e Steven T. Seagle

### Trama
Mentre sono in una città Sparksville "trappola per turisti", Ben decide di fare uno scherzo che risulta nella liberazione dei Megawatt, piccole creature fatte di energia elettrica, per la città. Ben deve fermarli e impedirgli di moltiplicarsi senza controllo e distruggere la città con il loro atteggiamento sconsiderato.

## Lo strano Kevin
- Titolo originale: Kevin 11
- Diretto da: Scooter Tidwell
- Scritto da: Greg Klein

### Trama
Ben, Gwen e nonno Max vengono cacciati da un hotel di lusso, perché Ben ha usato di nascosto un nuovo videogioco riservato ai vip. Nonno Max arrabbiato con Ben lo mette in punizione e poi va a riprendere i soldi che aveva dato per la camera, ma Ben va in una sala giochi per finire la sua punizione severa dal nonno e incontra Kevin, un ragazzo in grado di assorbire energia. Ben e Kevin fanno conoscenza e dopo che hanno provato a rubare il nuovo videogioco (lo stesso che usò Ben nell'hotel) riescono a scappare dalla polizia grazie a Pungiglione, e qu dopo Kevin suggerisce a Ben di diventare "soci". Poi alla metropolitana, Kevin aziona un piano che consiste nel far scontrare due treni, uno pieno di soldi e uno pieno di passeggeri, ma Ben non approva e combatte Kevin come Inferno (anche se alieno selezionato era 2x2) però il delinquente assorbe i poteri di Inferno e sconfigge Ben. Ben riesce però a sopravvivere e tornando da nonno Max e Gwen si dirigono verso il ponte della 50ª strada dove Kevin attacca dei bulli, suoi nemici, finché i poteri non esauriscono. 2x2 arriva sotto il ponte e Kevin assorbe la sua energia diventando un Tetramand, la razza aliena di 2x2, e perdendo però lo scontro con Ben, che gli suggerisce di unirsi al Team, ma Kevin tenta di prendere l'Omnitrix che proietta un'onda di energia scaraventando il Tetramand Kevin su una struttura, e così si esauriscono anche i poteri di 2x2. I Tennyson se ne vanno dalla città mentre Kevin usa il fuoco di Inferno.

## L'alleanza
- Titolo originale: The Alliance
- Diretto da: Scooter Tidwell
- Scritto da: Kevin Hopps

### Trama
2x2 combatte con riluttanza contro una ragazza di nome Joey e la sua gang, ma allo stesso tempo Vilgax manda all'attacco nuovi droni. Mentre Ben rivolge la sua attenzione ai droni, Joey attacca Max, ferendolo. Ben distrugge i droni e mette Joey KO, lasciandoli tutti andare per portare Max in ospedale. Mentre è via, uno dei droni si fonde con Joey, trasformandola in un essere semi-robotico chiamato Rojo. Vilgax si mette in contatto telepatico con Rojo attraverso il drone e le ordina di rubare l'Omnitrix. All'ospedale, Ben si rende conto che il suo orologio lo rende un obiettivo costante e quindi automaticamente mette spesso Gwen e Max in pericolo; preoccupato per la loro sicurezza, Ben scappa. Successivamente incontra Rojo e la combatte come XLR8, ma non riesce a sconfiggerla. Grazie a un consiglio telefonico di nonno Max, Ben riesce finalmente a sconfiggere Rojo grazie a Plusultra, fondendosi con lei e disattivando le parti robotiche. Durante questa azione, Vilgax si mette in contatto telepatico con Plusultra tramite il drone e lo minaccia, dicendogli che, in qualche modo, un giorno riuscirà a prendergli l'Omnitrix. Ben ritorna da Gwen e Max conscio del fatto che ha bisogno di loro. Max dice a Ben di non preoccuparsi delle parole di Vilgax; in ogni caso, quando Ben va via, un'espressione preoccupata appare sul volto del nonno.

## L'ultima risata
- Titolo originale: Last Laugh
- Diretto da: Scooter Tidwell
- Scritto da: Joe Casey e Duncan Rouleau

### Trama
Mentre guardano lo spettacolo di un circo itinerante, Ben combatte un malvagio clown chiamato Zombozo, che assorbe le anime di coloro che lo guardano tramite le risate, il tutto complicato dalla sua coulrofobia, la paura dei clown. Sconfiggendo la sua stessa paura, Ben sconfigge Zombozo terrorizzandolo come Pelle d'Oca e salvando la sua famiglia dalla macchina assorbi-anime del clown malvagio. Durante la lotta, Ben si accorge per la prima volta di essersi spaventato da solo mentre era nelle sembianze di Pelle d'Oca.

## Fortuna Miao
- Titolo originale: Lucky Girl
- Diretto da: Scooter Tidwell
- Scritto da: Marsha Griffin

### Trama
Ben sconfigge un potente e malvagio mago, lo Stregone, mentre è impegnato a rubare un libro di incantesimi. Durante il combattimento, Ben recupera uno dei cinque magici Amuleti di Bezel e lo dona a Gwen. Inaspettatamente, l'Amuleto dona a Gwen il potere di alterazione delle probabilità. Usando un costume di Carnevale, Gwen si trasforma nella supereroina Fortuna Miao, rubando la gloria a Ben. Sfortunatamente, lo Stregone rivuole il suo Amuleto. Lo Stregone prende il libro degli incantesimi e tende una trappola a Gwen. Riesce a riappropriarsi dell'Amuleto e inizia un incantesimo per far risucchiare l'intera città di New Orleans in un vortice. Fortunatamente, Gwen attacca lo Stregone in un attimo di distrazione e riprende tutti e cinque gli Amuleti, distruggendoli, così da impedirgli di usarli nuovamente. 2x2 intrappola lo Stregone fino all'arrivo della polizia.

## Caccia all'alieno
- Titolo originale: A Small Problem
- Diretto da: Scooter Tidwell
- Scritto da: Sean Jara

### Trama
Con una dimostrazione di ostinazione, l'Omnitrix trasforma Ben in Materia Grigia lo lascia in questa forma per molto più tempo del solito. Durante questo tempo, Materia Grigia viene catturato da un uomo ossessionato dagli alieni, Howell Wayneright. Ben riesce a mettersi brevemente in contatto con Gwen e Max prima che una società segreta di cavalieri moderni malvagi, conosciuti come "L'Organizzazione", si impadroniscono sia di Materia Grigia sia di Howell. I due lavorano insieme per scappare e scoprono velocemente una stanza piena di tecnologia extraterrestre, con la quale l'Organizzazione potrebbe impadronirsi del mondo. Materia Grigia sabota uno degli oggetti per innescare un'esplosione atta a distruggere la base dell'Organizzazione. Enoch, il leader dell'Organizzazione, ordina ai suoi uomini di trovargli informazioni sui Tennyson.

## Effetti collaterali
- Titolo originale: Side Effects
- Diretto da: Scooter Tidwell
- Scritto da: Greg Klein

### Trama
Un uomo malvagio chiamato Clancy, che ha il potere di controllare gli insetti, vuole la sua rivincita sul Consigliere Comunale Liang perché la donna vuole abbattere l'edificio in cui abitano lui e i suoi insetti. Nel frattempo Ben deve fare i conti con gli effetti collaterali che un raffreddore ha su alcune sue forme aliene.

## Segreti
- Titolo originale: Secrets
- Diretto da: Scooter Tidwell
- Scritto da: Marty Isenberg

### Trama
Con le sue ferite finalmente guarite, Vilgax decide di andare a prendere personalmente l'Omnitrix. Contatta nuovamente Ben in sogno, del quale Ben racconta a Max. Preoccupato, Max decide di andare sul Monte Rushmore. Ben ignora gli avvertimenti di Max di non trasformarsi in alieni e vola per eliminare i problemi lungo la strada, solo per incappare in un combattimento con Vilgax. Dopo una futile resistenza, Ben viene catturato da Vilgax e portato a bordo della sua nave. Dopo aver recuperato armi da una base segreta posta nel Monte Rushmore, Max e Gwen liberano Ben dal dispositivo di estrazione di Vilgax. Ben e Vilgax combattono nuovamente, ma Ben si arrende quando Vilgax prende Gwen e Max come ostaggi. Senza che nessuno lo sappia, Max ha attivato un dispositivo di auto-distruzione sull'astronave di Vilgax. Ben intrappola Vilgax e scappa, lasciando il suo nemico nella esplosione risultante.